# John Michael Hearne
John Michael Hearne, född 1937, är en skotsk musikförläggare, kompositör, dirigent och sångare.

## Kända verk
- Offeren y Llwyn (1958)
- Piano Sonata (1968)
- Triduum (1968/82)
- Celebrations for Brass Quintet - beställd av BBC Wales (1969)
- Channel Firing - beställd av McEwen, Glasgow University (1979)
- String Quartet No. 2 (1971)
- The Four Horsemen - beställd av Caledonia Brass (1985)
- Trumpet Concerto - BBC beställning (1990)
- Festival Fanfare - Aberdeen International Youth Festival beställning (1991)
- Lætatus Sum - delad vinnare av Gregynog Award (1992)
- Nocturne, Aubade & Rondeau, latinsk sångtext från Carmina Burana (1989/94)
- De Profundis - University of Aberdeen beställning till 500-årsjubileet (1995)
- Bottom's Dream - beställd av Hebrides Ensemble (1995)
- A Legend of Margaret - beställd av St Margaret's School, Aberdeen, (1996)
- Quintet for Alto Saxophone and String Quartet (1997)
- Ljos (1998)
- Into Uncharted Seas (2001)
- The Ben